# Dornier Do 214
O Dornier Do 214 foi um projecto da Dornier para um hidroavião de transporte aéreo com oito motores. Aparentemente o avião apresentaria quatro pares de motores, desempenhando forças que puxavam e ao mesmo tempo empurravam o avião. Em 1942 o governo alemão chamou a empresa à atenção por estar a dedicar demasiado tempo à versão civil da aeronave, forçando a empresa a dedicar-se à versão militar, com questões sobre onde posicionar metralhadoras, entre outras especificações. Em 1943, não havendo mais necessidade de a Alemanha usar hidroaviões de longo alcance, o projecto foi abandonado.